# Xnxx.com
Xnxx.com — французький вебсайт для обміну та перегляду порнографічних відео. Він був запущений у 1997 році у Парижі, згодом сервери та офіси з'явились в Монреалі, Токіо та Ньюарку. Станом на серпень 2024 року SimilarWeb класифікував його як 39-й найбільш відвідуваний вебсайт у світі.
XNXX належить WGCZ Holding, тій самій компанії, яка керує XVideos, іншим популярним порнографічним веб-сайтом.
Business Insider в рейтингу за 2018 рік помістив XNXX в трійку найпопулярніших порносайтів у світі.

## Історія
XNXX було засновано в 1997 році. Згідно з веб-сайтом, доменне ім'я вперше було захищено авторським правом у 2000 році. Невідомо, коли WGCZ Holding придбав XNXX, оскільки право власності на веб-сайт було невідоме, доки WGCZ не порушив справу в рамках Уніфікованої політики вирішення спорів щодо доменних імен (UDPR) проти подібного домену в 2014 році.
У 2018 році уряд Індії заблокував XNXX, разом з іншими порносайтами, після того, як Високий суд штату Уттаракханд видав постанову, яка цього вимагала, у справі про зґвалтування, де підсудні заявили, що перегляд онлайн-порнографії спонукав їх вчинити злочин.
У січні 2023 року газета The Financial Times повідомила, що сайти XVideos та XNXX, що належать WGCZ, отримують 6 мільярдів відвідувань на місяць.

## Статистика та дані
Станом на 2018 рік XNXX був класифікований як найвідвідуваніший порносайт у Сінгапурі та п'ятий найвідвідуваніший порносайт в Індії.
Станом на квітень 2022 року XNXX був 24-м за відвідуваністю веб-сайтом у Швейцарії та 18-м за відвідуваністю веб-сайтом в Австрії, хоча більшість його користувачів походять зі США, Єгипту та Франції. Показник відмов становив близько 20 %, а середній користувач проводив на сайті близько 12 хвилин.